# Heinz Ackermann
Heinz Ackermann (* 19. Juli 1921 in Raunheim; † 26. Juni 1986 in Darmstadt) war ein deutscher Biologe und Gründer des Vivariums Darmstadt.

## Leben
Nach dem Abitur an der Liebig-Oberrealschule Darmstadt im Jahre 1939 wurde Heinz Ackermann zum Kriegsdienst in der Wehrmacht eingezogen, kam in englische Kriegsgefangenschaft und begann hier mit einem Biologiestudium. Nach seiner Entlassung im Jahre 1948 setzte er sein Studium an der Technischen Hochschule Darmstadt fort. Im selben Jahr gründete er unter schwierigen Bedingungen in Darmstadt die Naturschutzstelle. Daraus ging das Institut für Naturschutz hervor, dessen Leiter er 1955 wurde. Die Einrichtung war an herausragender Stelle im Alten Rathaus am Marktplatz in Darmstadt untergebracht. Bis 1983 war er deren Leiter, als sein Nachfolger Michael Höllwarth die Stelle übernahm. Dem Institut angegliedert war das Schulvivarium Darmstadt, auf Ackermanns Initiative errichtet und am 21. Juli 1956 eröffnet.
1952 promovierte er mit der Dissertation Die Vegetationsverhältnisse im Flugsandgebiet der nördlichen Bergstraße zum Dr. rer. nat. In diesem Jahre begründete er eine Schriftenreihe des Instituts für Naturschutz. Hier gab er mit zahlreichen Veröffentlichungen über das Klima und die Vegetation in Darmstadt Zeugnis von seinen Kenntnissen und Erfahrungen.
Ackermann, als Magistratsdirektor leitender Beamter der Stadtverwaltung Darmstadt gut vernetzt, verstand es, die politische Ebene für seine Projekte einzunehmen. Finanzielle Unterstützung erhielt er durch den damaligen Darmstädter Stromversorger HEAG, dessen Direktor Joachim Borsdorff den Vorsitz des Fördervereins des Vivariums, der Kaupiana, übernahm. Benannt wurde der Verein nach seinem Mitbegründer Johann Jakob Kaup. Ackermann war Mitbegründer und über Jahre Geschäftsführer des Vereins.
1973 wurde er der erste Umweltbeauftragte in der Stadt Darmstadt.
Er starb kurz vor der Vollendung seines 65. Lebensjahres und wurde auf dem Alten Friedhof in Darmstadt beigesetzt. An Ackermanns Schaffen erinnern eine Bronzebüste aus dem Jahre 1989 am Eingang des Vivariums und das 1991 errichtete Heinz-Ackermann-Haus.